# HD 58286
HD 58286，又名CD-31 4454，SAO 197938、HR 2823，是一颗恒星，视星等为5.39，位于銀經245.16，銀緯-7.93，其B1900.0坐标为赤經7h 19m 43.2s，赤緯-32° -7.93′ 29″。